# Psilus brevicornis
Psilus brevicornis är en stekelart som först beskrevs av Thomson 1858.  Psilus brevicornis ingår i släktet Psilus, och familjen hyllhornsteklar. Arten är reproducerande i Sverige.